# Atractantha aureolanata
Atractantha aureolanata är en gräsart som beskrevs av Emmet J. Judziewicz. Atractantha aureolanata ingår i släktet Atractantha och familjen gräs. Inga underarter finns listade i Catalogue of Life.